# Portulaca coralloides
Portulaca coralloides är en portlakväxtart som beskrevs av Sylvia Mabel Phillips. Portulaca coralloides ingår i släktet portlaker, och familjen portlakväxter. Inga underarter finns listade i Catalogue of Life.